# Elisabeth Andersen

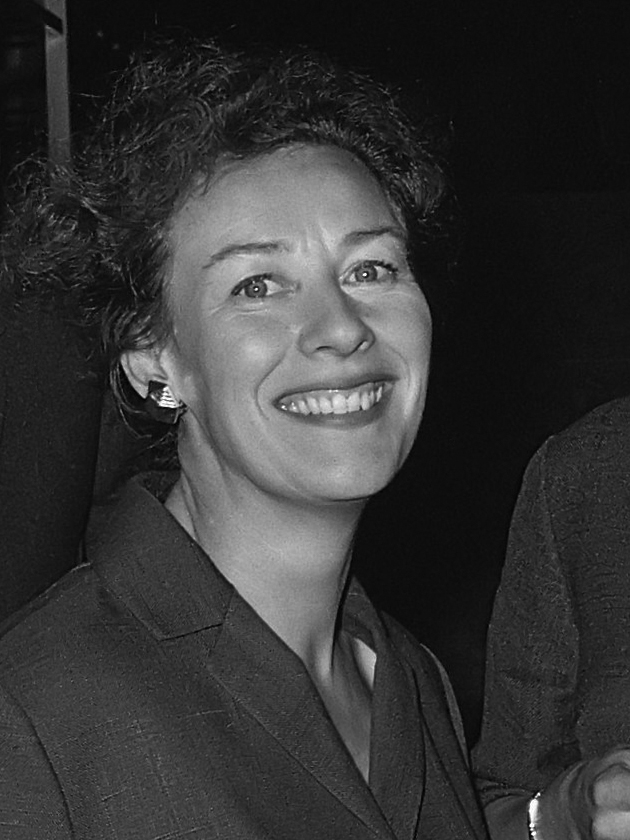
Elisabeth Andersen (1965)

Elisabeth Andersen (* 1. Januar 1920 in Den Haag als Anna Elisabeth de Bruyn; † 3. Oktober 2018 in Haarlem) war eine niederländische Schauspielerin.

## Leben
Von 1941 bis 1943 besuchte Andersen die Amsterdamer Theaterschule, beendete aber ihre Ausbildung nicht. Ihr Debüt gab sie dann bei der Amsterdam Municipal Theatre Company. Von 1947 bis 1974 spielte sie bei der Haager Komödie.
Von 1948 bis 1954 war sie mit Jan Retèl verheiratet. Andersen ist die Mutter des Schauspielers René Retèl (* 1949) und Georgine Retèl (* 1952).

## Auszeichnungen
Andersen gewann den Theo d’Or 1958, 1966 und 1984. Damit ist sie die einzige Schauspielerin, die den Preis dreimal gewonnen hat. Seit dem Tod von Mary Dresselhuys im Jahr 2004 war sie auch die älteste lebende Gewinnerin dieses Theaterpreises bis 2018.
In den Jahren 1965 und 1972 gewann Andersen die Colombina.
Im Jahr 2004 wurde Andersen mit dem Blijvend Applaus Preis ausgezeichnet.
Sie wurde 1968 zum Ritter des Ordens von Oranien-Nassau ernannt.